# We Made It
We Made It這首單曲是聯合公園幫嘻哈狂人巴斯達韻操刀合作的單曲，由聯合公園主腦麥克·篠田在2007年11月抵台演唱會期間，於台北的錄音室內完成，是一首台灣製作的西洋嘻哈單曲。

## 曲目
1. We Made It (Amended Version)
2. We Made It (A Cappella Edit)
3. We Made It (Instrumental)

## MV
這支MV一樣是由聯合公園的DJ喬製作，參與演出的除了 巴斯達韻本人，另外就是聯合公園的團員，但演出的只有麥可和查斯特在一間如工廠般的倉庫拍攝，MV中麥可首度在鏡頭前秀出他拿手的鋼琴彈奏絕活，歌曲MV也在2008年4月29日先由美國大首播。